# Nukutavake
Nukutavake (abans Reine Charlotte) és un atol de les Tuamotu, a la Polinèsia Francesa. Està situat a l'est i centre de l'arxipèlag, a 1.125 km de Tahití. Administrativament és el cap de la comuna de Nukutavake que inclou les comunes associades de Vahitahi i Vairaatea, a més dels atols deshabitats d'Akiaki i Pinaki.

## Geografia
És un atol allargat de 5,2 km de llarg i una amplada variable entre 450 m i 1,3 km. La superfície total és de 5,5 km². La llacuna és poc profunda i ha sigut parcialment assecada i coberta de densa vegetació. L'anella coral·lina té una gran extensió de cocoters.
La vila principal és Tavananui, amb moltes cases abandonades degut a l'emigració a Tahití. La població total és de 119 habitants al cens del 2022, i viuen principalment de la pesca i la producció de copra. Disposa d'un aeròdrom.

## Història
Va ser descobert per l'anglès Samuel Wallis, el 1767, que el va anomenar Reina Carlota (Queen Charlotte).